# 法爾斯特島
法爾斯特島（Falster）是丹麥東南部的島嶼，位於波羅的海，是丹麥的最南端，行政上由古爾堡松市鎮負責管轄，面積514平方公里，2010年1月1日人口43,398。島上環境未受污染，加上遊艇碼頭、沙灘和單車徑，是遊客的度假勝地。 

## 外部連結
- Map of Lolland and Falster

54°48′N 11°58′E / 54.800°N 11.967°E